# Géographie de la Vénétie

Altimétrie de la Vénétie

La géographie de la Vénétie est marquée par la proximité entre la mer Adriatique et les Alpes. Essentiellement plane voire lagunaire (56 %), le territoire contient également la chaîne de montagnes des Dolomites.

## Reliefs
| \| Monts Euganéens Montello Delta du Pô Dolomites Préalpes carniques Alpes carniques Préalpes vicentines Berici Gardesane Plaine du Pô Lac de Garde Lagune vénète Mer Adriatique \| Carte topographique de la Vénétie |
| Monts Euganéens Montello Delta du Pô Dolomites Préalpes carniques Alpes carniques Préalpes vicentines Berici Gardesane Plaine du Pô Lac de Garde Lagune vénète Mer Adriatique                                         |

La Vénétie possède essentiellement des massifs des Préalpes orientales méridionales
- Alpes carniques
- Préalpes carniques
- Dolomites
- Préalpes vicentines
- Montagnes autour du lac de Garde